# 二戸郵便局
二戸郵便局（にのへゆうびんきょく）は、岩手県二戸市にある郵便局である。民営化前の分類では集配普通郵便局であった。局番号は83005。

## 概要
住所：〒028-6199 岩手県二戸市福岡五日町67

## 沿革
- 1875年（明治8年）2月1日 - 福岡（ふくおか）郵便局（五等）として開設[1]。
- 1878年（明治11年） - 為替取扱を開始。
- 1879年（明治12年）5月5日 - 貯金取扱を開始。
- 1892年（明治25年）12月1日 - 福岡郵便電信局となる。
- 1903年（明治36年）4月1日 - 通信官署官制の施行に伴い福岡郵便局となる。
- 1950年（昭和25年）10月1日 - 特定郵便局から普通郵便局に局種別改定[2]、岩手福岡郵便局に改称[3]。
- 1956年（昭和31年）9月1日 - 電話通話および和文電報受付事務の取扱を開始。
- 1972年（昭和47年）4月1日 - 二戸郵便局に改称。
- 1980年（昭和55年）1月 - 局舎新築。
- 1999年（平成11年） - 外国通貨の両替および旅行小切手の売買に関する業務取扱を開始。
- 2004年（平成16年）3月1日 - 金田一郵便局から「028-57xx」区域の集配業務を移管[4]。
- 2007年（平成19年）10月1日 - 民営化に伴い、併設された郵便事業二戸支店に一部業務を移管。
- 2012年（平成24年）10月1日 - 日本郵便株式会社発足に伴い、郵便事業二戸支店を二戸郵便局に統合。
- 2015年（平成27年）3月23日 - 御返地郵便局から「028-67xx」区域の集配業務を移管。

## 取扱内容
- 郵便、印紙、ゆうパック、内容証明
- 貯金、為替、振替、振込、国際送金、国債、投資信託
- 生命保険、バイク自賠責保険
- ゆうちょ銀行ATM（払込み対応機種）
- 二戸市内の一部地域（〒028-61xx、028-57xx、028-67xx）の集配業務
- ゆうゆう窓口

## 周辺
- 二戸市役所
- 二戸市民文化会館
- 馬渕川公園
- 九戸城跡
- 国道4号
- 馬淵川

## アクセス
- JR東北新幹線、IGRいわて銀河鉄道線 二戸駅（東口）から徒歩約23分
- JRバス東北 呑香稲荷神社前停留所、もしくは岩手県北バス 呑香稲荷停留所下車
- 八戸自動車道 一戸ICから北へ約6km
- 駐車場あり：5台